# Philippe Kah
Pour les articles homonymes, voir Kah.
Philippe Kah, né le 4 novembre 1897 à Lambersart et mort le 30 janvier 1972 à Sóller sur l'île de Majorque, est un avocat, écrivain et journaliste français.

## Biographie
Philippe Émile Charles Kah, né le 4 novembre 1897 à Lambersart, est le fils de Charles Kah, chef de comptabilité (1857-1927), et d’Émilie Marie Lucie Joséphine Delesalle (née vers 1859).
Très jeune, il se montre passionné par les idées royalistes, s’abonnant au quotidien L’Action française dès 1912. Au début de la Première Guerre mondiale, Philippe Kah s’engage comme correspondant des blessés pour L’Action française en 1915.
Il poursuit des études de droit à Paris avant d'être incorporé au 1er régiment d’infanterie en janvier 1916. Transféré au 144e régiment d’infanterie en novembre de la même année, il est nommé caporal en avril 1917, sergent en septembre, et aspirant en octobre. Il est promu sous-lieutenant en avril 1918 et blessé d'une balle au bras droit en juin 1918.
En 1920, il devient avocat au barreau de Lille et se distingue rapidement par ses talents de plaideur, notamment dans des affaires criminelles médiatisées. Il défend notamment Louis Dumont, auteur d'un triple assassinat en 1919 à Sailly-lez-Lannoy, devant les assises en octobre 1923. Celui-ci est condamné à mort et exécuté le 12 janvier 1924 à Lille.
Le 10 août 1922 à Lille, il épouse Marie Louise Vautrin (1897-1960), elle aussi avocate, première femme à exercer au barreau de Lille. Devenu veuf, il se remarie avec Julienne Marie Antoinette Henniquau le 27 février 1963 à la mairie du 7e arrondissement de Paris.
En parallèle, il écrit comme chroniqueur judiciaire pour plusieurs journaux et revues comme Le Grand Écho du Nord, Le Progrès du Nord, Le Mercure universel, Nord-Revue, et publie des ouvrages sur des affaires judiciaires célèbres. En 1932, il fait paraitre la biographie de Léon Thulin, L’Adolescent chargé de gloire, l'histoire d'un jeune belge de 18 ans fusillé à Lille en 1915. Cet ouvrage est couronné d'un prix de l'Académie française.
Philippe Kah s’engage également dans des actions sociales, organisant des événements pour soutenir les chômeurs et les anciens combattants. Il devient président d’honneur de la Confédération nationale des victimes civiles de la guerre et reçoit plusieurs distinctions, dont celle de chevalier de la Légion d’honneur en 1936.
Après sa démobilisation en juin 1940, il reprend ses activités d'avocat. Il est notamment membre du Conseil de l’ordre du barreau de Lille. En septembre 1943, il est nommé juge de première instance du Havre.
Après la Seconde Guerre mondiale, il continue à exercer comme avocat et à s’impliquer dans diverses associations. Il est nommé officier de la Légion d’honneur en 1948 pour son action auprès des Associations des prisonniers civils et victimes de guerre 1914-1918 par François Mitterrand, alors Ministre des anciens combattants et victimes de guerre. Le dossier indique qu'il est un « véritable animateur depuis de longues années du mouvement national en faveur des victimes civiles de guerre. Par un dévouement inlassable a été leur inspirateur, leur conseil et leur chef. Son exemple, son action ont obtenu et obtiennent en faveur des prisonniers civils et des victimes civiles de remarquables résultats qui ont été soulignés dans leurs manifestations et congrès nationaux. Ils ont élus Philippe Kah comme président d'honneur de leurs associations en reconnaissance des services rendus et notamment aussi en sa qualité d'avocat conseil ».
À la fin de sa vie, Philippe Kah publie plusieurs ouvrages sur sa région natale. Il meurt le 30 janvier 1972 à Sóller, sur l'île de Majorque et est inhumé au cimetière de Valenciennes.

## Œuvres principales
- L’Affaire Germaine de Rouen (préf. de Henri-Robert), Lille, Mercure de Flandre, 1929
- Aux Enfers du crime (préf. de Marie Bonaparte), Lille, Mercure de Flandre, 1930
- L’adolescent chargé de gloire, Léon Trulin (préf. de Léon Théodor), Les Amis de Lille, 1933
- Les Berceaux et les Tombes, Lille, A. Durant, 1934
- Le Nord, Flandre, Artois, Picardie, Paris, Foldex, 1962[11]
- Lille, 1967

## Distinctions
- Croix de guerre 1914–1918[6]
- Médaille interalliée de la Victoire
- Officier du Nichan Iftikhar, 1928[12]
- Chevalier de l'ordre de Léopold II, 1933[9]
- Chevalier de la Légion d'honneur, décret du 21 janvier 1936[13]
- Chevalier de l'ordre du Mérite social, 1937[14]
- Officier de la Légion d'honneur, décret du 25 juin 1948
- Officier de l'ordre du Mérite social, décret du 3 septembre 1949[15]
- Officier de l'Instruction publique, 1951
- Commandeur de la Légion d'honneur, décret du 10 décembre 1953[9]
- 1933 : Académie française - Prix d’Académie pour Léon Trulin[16]